# Dasychira cinerea
Dasychira cinerea är en fjärilsart som beskrevs av Collenette 1933. Dasychira cinerea ingår i släktet Dasychira och familjen tofsspinnare. Inga underarter finns listade i Catalogue of Life.